# إيرا كابلان
إيرا كابلان (بالإنجليزية: Ira Kaplan) هو مغن مؤلف وعازف قيثارة وملحن أمريكي، ولد في 1957 في كوينز في الولايات المتحدة.

## وصلات خارجية
- إيرا كابلان على موقع IMDb (الإنجليزية)
- إيرا كابلان على موقع الموسوعة البريطانية (الإنجليزية)
- إيرا كابلان على موقع ميوزك برينز (الإنجليزية)
- إيرا كابلان على موقع أول ميوزيك (الإنجليزية)
- إيرا كابلان على موقع ديسكوغز (الإنجليزية)
- إيرا كابلان على موقع قاعدة بيانات الفيلم (الإنجليزية)